# Boeing SolarEagle
Le SolarEagle est un projet de Boeing (projet Vulture), financé par les forces armées américaines. Il consiste en un drone solaire capable de voler pendant cinq ans sans discontinuer.

## Capacité
Le SolarEagle devra réaliser des vols à des altitudes au niveau de la stratosphère (au-delà des 60 000 pieds soit plus de 20 000 mètres d'altitude) sur une période d'au moins cinq ans. Ses missions premières devraient être la reconnaissance, la surveillance et les communications. Il sera propulsé par des moteurs électriques et alimenté par le soleil, via des panneaux solaires répartis sur ses 120 mètres d'envergure.
Le SolarEagle devrait être prêt pour 2014, selon les exigences du DARPA.
Cependant, le projet est abandonné en 2012.

## Développement
Le SolarEagle sera développé par Phantom Works, la division armement de la compagnie Boeing. Le budget alloué est de 89 millions de dollars.